# Pliocercus euryzonus
Espèce
Synonymes
- Pliocercus aequalis Salvin, 1861
- Liophis splendens Jan, 1863
- Pliocercus dimidiatus Cope, 1865
- Pliocercus sargii Fischer, 1881
- Pliocercus annellatus Taylor, 1951
- Pliocercus arubricus Taylor, 1954

Statut de conservation UICN

 LC  : Préoccupation mineure
Pliocercus euryzonus  est une espèce de serpents de la famille des Colubridae.

## Répartition
Cette espèce se rencontre au Guatemala, au Costa Rica et au Nicaragua, au Panama, en Colombie, en Équateur, au Pérou et au Brésil.

## Liste des sous-espèces
Selon The Reptile Database (21 mars 2012) :
- Pliocercus euryzonus aequalis Salvin, 1861
- Pliocercus euryzonus burghardti Smith & Chiszar, 1996
- Pliocercus euryzonus euryzonus Cope, 1862

## Publication originale
- Cope, 1862 : Synopsis of the Species of Holcosus and Ameiva, with Diagnoses of new West Indian and South American Colubridae. Proceedings of the Academy of Natural Sciences of Philadelphia, vol. 14, p. 60-81 (texte intégral).
- Salvin, 1861 : On a collection of reptiles from Guatemala. Proceedings of the Zoological Society of London, vol. 1861, p. 227-229  (texte intégral).
- Smith & Chiszar, 1996 : Species-group taxa of the false coral snake genus Pliocercus. Ramus Publishing, Inc., Pottsville, Pennsylvania, p. 1-112.